# Giranauria
Giranauria is een geslacht van kreeftachtigen uit de klasse van de Malacostraca (hogere kreeftachtigen).

## Soorten
- Giranauria gracilirostris (Miers, 1879)
- Giranauria tinaktensis (Rathbun, 1916)
- Giranauria verrucosipes (Adams & White, 1848)